# زیسمالبیوم
زیسمالبیوم (نام علمی: Xysmalobium) نام یک سرده از تیره خرزهره‌ایان بومی آفریقا است.